# لبصارة
 لبصارة (بالإنجليزية: BSARA)‏ هي جماعة قروية تابعة لعمالة وجدة أنكاد ضمن جهة الجهة الشرقية بالمغرب.  بلغ مجموع عدد سكان  لبصارة حسب إحصاءات 2004 حوالي 1922  نسمة من بينهم 1 أجنبي يعيشون في 317  أسرة.
تقع لبصارة ضمن المجال الترابي التاريخي لإتحادية قبائل بني يزناسن و تحديد ضمن قبيلة آيت عتيق.

## إحصاء عام
| السنة | عدد السكان | عدد الأسر | عدد الأجانب |
| ----- | ---------- | --------- | ----------- |
| 1994  | 2311       | 350       | °°°°        |
| 2004  | 1922       | 317       | 1           |